# آرثر شتاين (أستاذ جامعي)
آرثر شتاين (بالألمانية: Arthur Stein)‏ هو فقيه لغة نمساوي، ولد في 10 يونيو 1871 في فيينا في النمسا، وتوفي في 15 نوفمبر 1950 في براغ في التشيك.